# Repušac
Repušac (lat. Bunias), biljni rod iz porodica krstašica, rasprostranjen po Euroaziji.
Postoje dvije priznate vrste jednogodišnjeg i dvogodišnjeg raslinja, od kojih jedna raste i u Hrvatskoj, to je čunjasti repušac ili Bunias erucago

## Vrste
1. Bunias erucago L.
2. Bunias orientalis L.

## Sinonimi
- Erucago Mill.; Gard. Dict. Abridg. Ed. 4 (1754)
- Laelia Adans.; Fam. 2: 423 (1763)